# Calyptogena fausta
Calyptogena fausta is een tweekleppigensoort uit de familie van de Vesicomyidae. De wetenschappelijke naam van de soort is voor het eerst geldig gepubliceerd in 1993 door Okutani, Fujikura & Hashimoto.